# Черна мамба
Черната мамба (Dendroaspis Polylepis) е вид змия от семейство Аспидови (Elapidae), род Мамби (Dendroaspis). Към този род принадлежат 5 вида.

## Физически характеристики
Черната мамба е най-голямата отровна змия в Африка и втората по големина отровна змия в света (само кралската кобра е по-голяма). Средната ѝ дължина е около 2 – 2,5 m, но достига до 4 – 4,5 m. Дължи името си на черната вътрешност на устата си, а всъщност цветът ѝ варира от матово жълтеникаво-зелено до тъмносиво, (маслинен, маслиненозелен, сиво-кафяв, сив металик). Цветът ѝ се променя с възрастта. Черната мамба е най-бързата змия в света, развива скорост от 12 до 18 km/h. Отровните зъби са предни, много малки. Отровата е нервотоксична. Характерно е, че при различните популации има разлики в химичния състав на отровата.

## Разпространение и местообитание
Среща се в цяла Африка южно от Сахара, от Сенегал и Мавритания до Сомалия и Етиопия, на юг до северните части на ЮАР. Липсват данни да се среща в Габон и Демократична република Конго. Макар да се катери по дърветата, тя не е дървесен вид. Предпочита крайбрежни тръстики и храсталаци. Черната мамба е строго териториална змия, която обикновено се оттегля при опасност, но става особено агресивна, когато се почувства застрашена – най-вече ако опасността се намира между нея и леговището ѝ. Предпочита да живее в изоставени мравуняци и термитници, хралупи.

## Начин на живот
При атака черната мамба се извисява, извива се дъговидно и напада бързо, балансирайки върху задната третина на тялото си, а челюстите ѝ разкриват тъмния цвят на устата ѝ. Нападайки, тя леко издува шията си подобно на кобра. При ухапване инжектира от 60 до 120 mg отрова, като 10 – 20 mg само са смъртоносни за възрастен човек. Леталният изход при хората настъпва до 15 минути след ухапването, ако незабавно не му бъде инжектирана противоотрова. Тя е от 3 до 10 пъти по-силна от тази на различните видове кобри. Когато нападне, захапва многократно. Тя е от малкото змии, които могат да ухапят човек по лицето, защото може да издигне до 2/3 от тялото си над земята. Когато ловува, хапе и се отдръпва, изчаквайки нервотоксинът да парализира жертвата. Смъртта настъпва от задушаване, причинено от парализа на гръдните мускули и диафрагмата. Интересно е, че около 50% от ухапванията са сухи – не отделя отрова. Храни се с дребни гризачи, птици, рядко с гущери и змии. Тя самата е честа жертва на някои видове грабливи птици, мангусти и медояди.